# Coronel Traconis 1.ª Sección (La Isla)
Coronel Traconis 1.ª Sección (La Isla) es una localidad del municipio de Centro ubicado en la subregión centro del estado mexicano de Tabasco.

## Geografía
La localidad de Coronel Traconis 1.ª Sección (La Isla) se sitúa en las coordenadas geográficas 17°57′01″N 92°50′17″O / 17.950278, -92.838056, a una elevación de 2 metros sobre el nivel del mar.

## Demografía
Según el Censo de Población y Vivienda 2020, efectuado por el Instituto Nacional de Estadística y Geografía, la localidad de Coronel Traconis 1.ª Sección (La Isla) tiene 221 habitantes, de los cuales 114 son del sexo masculino y 107 del sexo femenino. Su tasa de fecundidad es de 1.88 hijos por mujer y tiene 61 viviendas particulares habitadas.
| Gráfica de evolución demográfica de Coronel Traconis 1.ª Sección (La Isla) entre 1950 y 2020 |
|                                                                                              |
| INEGI.                                                                                       |